# Вільне (Семенівська селищна громада)
Ві́льне — село в Україні, у Семенівській селищній громаді Кременчуцького району Полтавської області. Населення становить 347 осіб.

## Географія
Село Вільне знаходиться на лівому березі річки Оболонь, нижче за течією на відстані 2,5 км розташоване село Товсте.

## Історія
30 травня 2008 року колишньому селищу надано статус села.
12 червня 2020 року, відповідно до розпорядження Кабінету Міністрів України № 721-р «Про визначення адміністративних центрів та затвердження територій територіальних громад Полтавської області», село увійшло до складу Семенівської селищної міської громади.
19 липня 2020 року, в результаті адміністративно - територіальної реформи та ліквідації Семенівського району, село увійшло до складу новоутвореного Кременчуцького району.

## Економіка
- Молочно-товарна ферма.

## Політика

### Парламентські вибори, 2019
На позачергових парламентських виборах 2019 року у селі функціонувала окрема виборча дільниця № 530843, розташована у приміщенні клубу.
Результати
- зареєстровано 176 виборців, явка 65,91%, найбільше голосів віддано за «Слугу народу» — 29,82%, за Радикальну партію Олега Ляшка — 17,54%, за Всеукраїнське об'єднання «Батьківщина» — 11,40%.[3] В одномандатному окрузі найбільше голосів отримав Фахраддін Мухтаров (самовисування) — 39,47%, за Олексія Баганця (Всеукраїнське об'єднання «Батьківщина») — 17,54%, за Анастасію Ляшенко (Слуга народу) — 14,04%[4].